# Bolgrado
Bolgrado (en ucraniano: Болград, romanizado: Bolhrad), a veces conocida como Bolhrad, Bolgrad o Boljrado, es una ciudad ucraniana perteneciente al óblast de Odesa. Situado en el suroeste del país, es centro del raión de Boljrad y del municipio (hromada) homónimo.

## Toponimia
El nombre de la ciudad en otras lenguas importantes para la ciudad es Bolgrad (en ruso: Болград; en búlgaro: Болград; en rumano: Bolgrad; en gagauzo: Bolgrad).

## Geografía
Bolgrado está ubicada en la orilla norte del lago Yalpug, cerca de la frontera con Moldavia, a unos 176 kilómetros al suroeste de Odesa.

## Historia
Para consolidar su dominio sobre Besarabia tras la paz de Iasi, las autoridades zaristas apoyaron el asentamiento de familias de inmigrantes búlgaros del sur del Danubio en el sur de Besarabia desde 1812, recibiendo tierras de los ocupantes rusos de Besarabia. Bolgrado fue fundada en 1821 por colonos búlgaros en Besarabia bajo la dirección del general Iván Inzov, que admirado por los residentes de Bolgrado como el fundador de la ciudad. En la década de 1840, Bolgrado se convirtió en uno de los centros industriales y comerciales de Besarabia. Bolgrado formó parte del Moldavia entre 1856 a 1859 y de Rumania entre 1859 a 1878. 
Desde 1878 y hasta 1918, Bolgrado fue anexionado por el Imperio ruso. 
Tras el comienzo de la guerra civil rusa, la República Democrática de Moldavia (que incluía Bolgrado), proclamó su independencia en 1917. Entre 1918 y 1940, Bolgrado fue parte del reino de Rumania como el resto de Besarabia. En 1921, hubo un ataque terrorista en un palacio de la ciudad. Tras el pacto Ribbentrop-Mólotov, Bolgrado fue entregado como el resto de Besarabia a la URSS y se produjo la deportación de los rumanos locales a Kazajistán. 
Durante la Segunda Guerra Mundial, Bolgrado fue ocupado por las fuerzas alemanes y rumanas hasta 1944. Según los censos de esos años, el número de judíos seguía siendo mayor que el de ucranianos, a pesar de que los primeros estaban siendo deportados en masa a Transnistria.
Tras la guerra, la ciudad fue incluida en el territorio de la República Socialista Soviética de Ucrania y la luego independiente Ucrania. Después de 1991, Bolgrado fue escenario de un dinámico renacimiento cultural de los búlgaros en Ucrania. 

## Demografía
La evolución de la población de Bolgrado entre 1959 y 2022 fue la siguiente:
| 14 053                                                        | 17 345 | 17 152 | 18 093 | 17 353 | 16 302 | 15 479 | 15 631 | 15 274 | 14 818 |
| (Fuente: Cities & Towns of Ukraine y UKRAINE: Größere Städte) |        |        |        |        |        |        |        |        |        |

Según el censo de 2001, el 47,8% de la población son búlgaros, el 16,76% son gagaúzos, 12,75% son ucranianos, el 11,2% son rusos y el resto de minorías son principalmente rumanos (1,76%). En cuanto al idioma, la lengua materna de la mayoría de los habitantes, el 48,7%, es el ruso; del 32,65%, el búlgaro; del 13,92% es el ucraniano; del gagáuzo, el 2%; y del rumano, el 1,15%. Boljrad en sí está habitado por un gran número de búlgaros de Besarabia y los lugareños la consideran la capital no oficial de la región histórica de Budyak. Según el censo rumano de 1930, en Bolgrado ese año los búlgaros de Besarabia representaban el 69,4% de los habitantes; los rumanos, el 13,9%; los rusos, el 9%; los judíos, el 4,8%; y minorías de ucranianos, gagaúzos, polacos y alemanes.

## Economía
Bolgrado ha tenido una industria del carbón a partir de 1920.

## Infraestructura

### Arquitectura, monumentos y lugares de interés
En Bolgrado se encuentra la catedral ortodoxa de la Transfiguración (construida en 1838), otras dos iglesias ortodoxas y una iglesia protestante. Durante la construcción de la ciudad, se creó un parque-jardín público Pushkin, que según una leyenda, el poeta ruso Pushkin habría visitado la ciudad de Bolgrad, cuando estaba en el exilio, con el permiso del general Inzov.

### Educación
La Escuela Secundaria Georgi Sava Rakovski fue fundada en 1858 y es la escuela secundaria búlgara más antigua que existe en el despertar nacional búlgaro.

### Transporte
Bolgrado está en la carretera M15 (E87), entre Odesa y el puerto rumano de Galați.

## Personas ilustres
- Dimitar Grekov (1847-1901): político liberal búlgaro que fue primer ministro en 1899.
- Danail Nikolaev (1852-1942): militar búlgaro y ministro de Guerra durante la guerras de los Balcanes.
- Gueorgui Todorov (1858-1934): general búlgaro que participó en varias guerras.
- Georgi Rakovski (1821-1867): revolucionario y escritor búlgaro, importante en la resistencia búlgara contra el Imperio otomano.
- Mikola Shmatkó (1943-2020): pintor y escultor soviético ucraniano.
- Petró Poroshenko (1965): empresario y político ucraniano que ejercició como Presidente entre 2014 y 2019.

## Galería

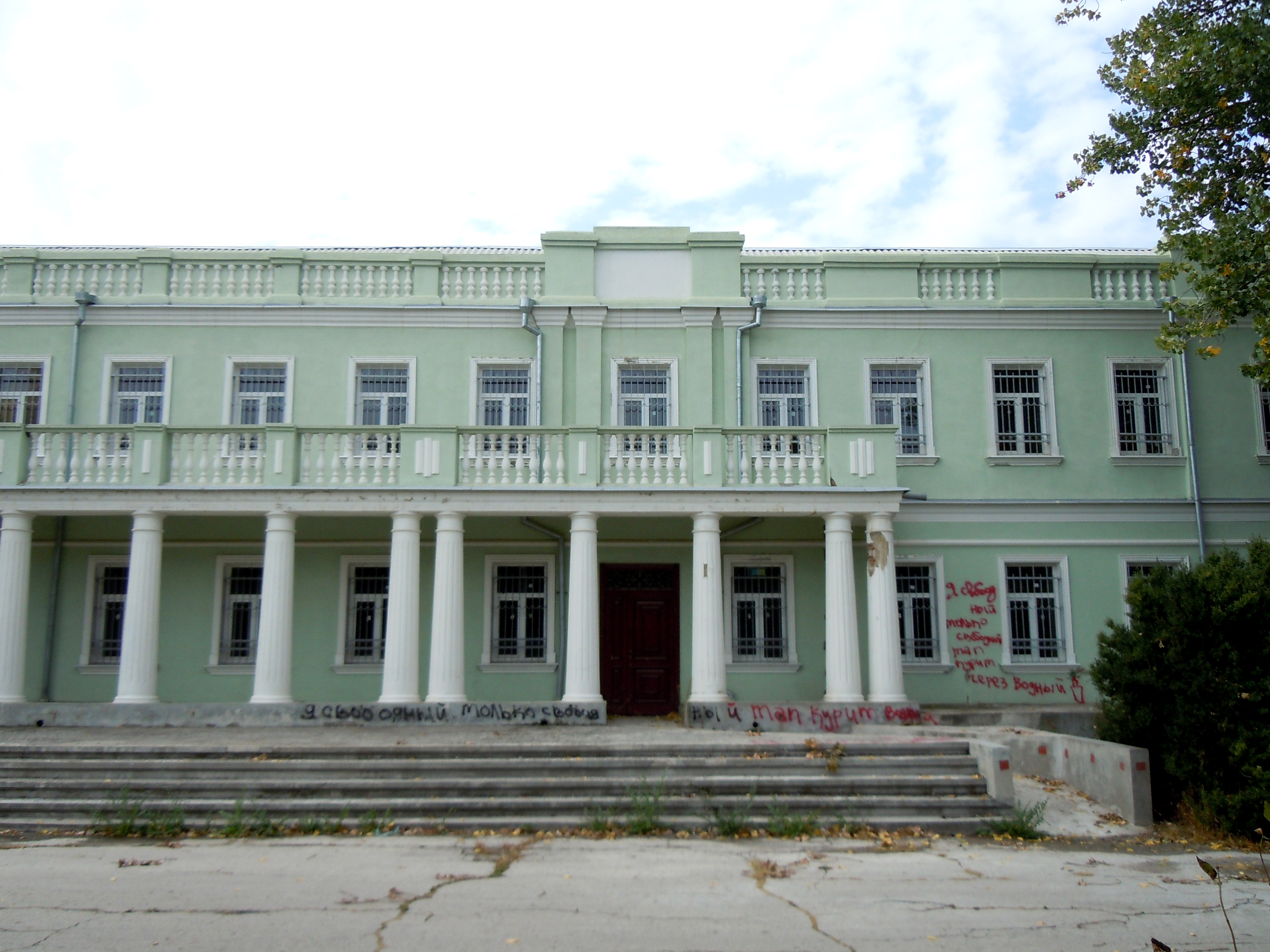
Ayuntamiento de Bolgrado
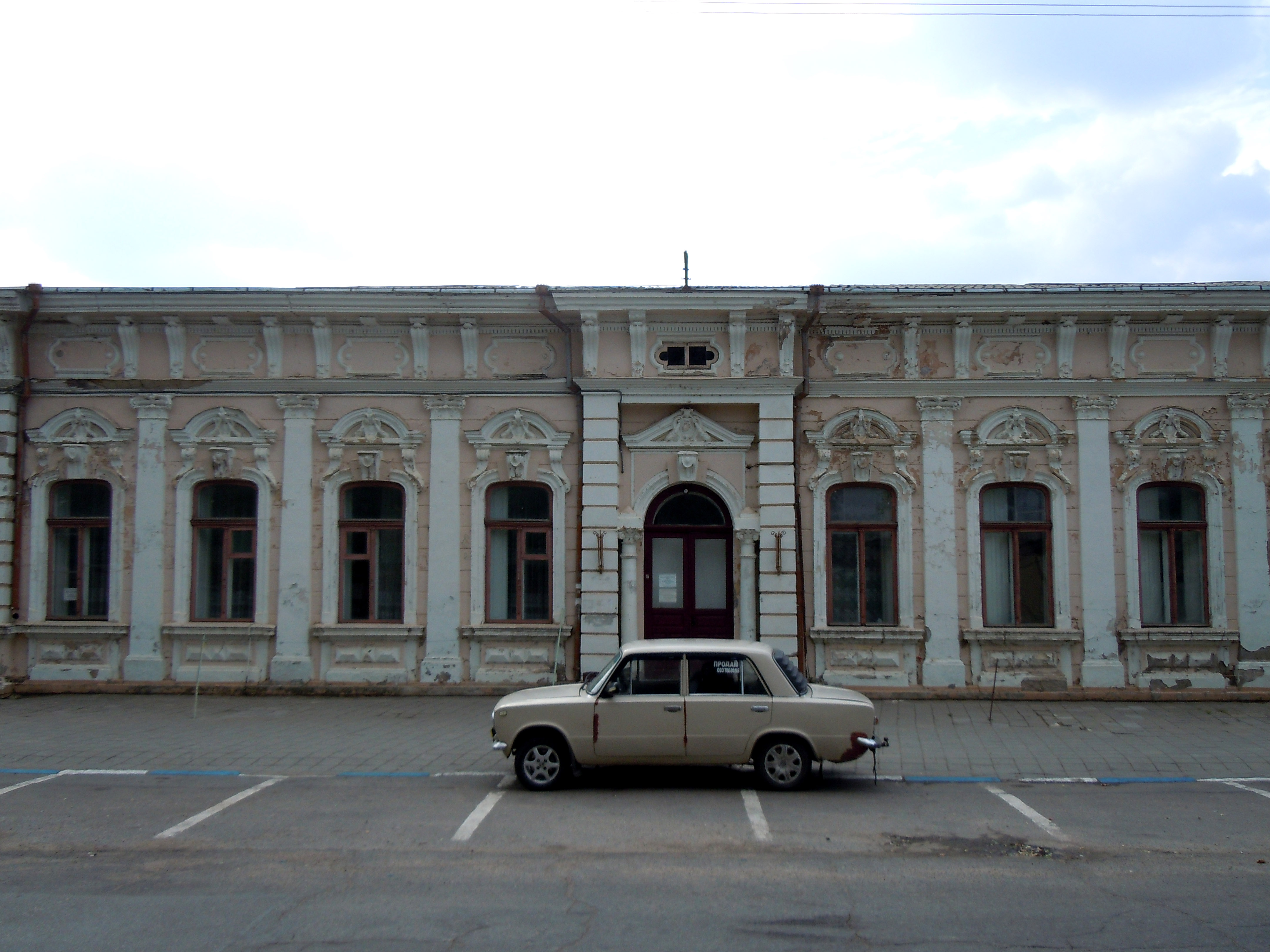
Mansión en Inzovska
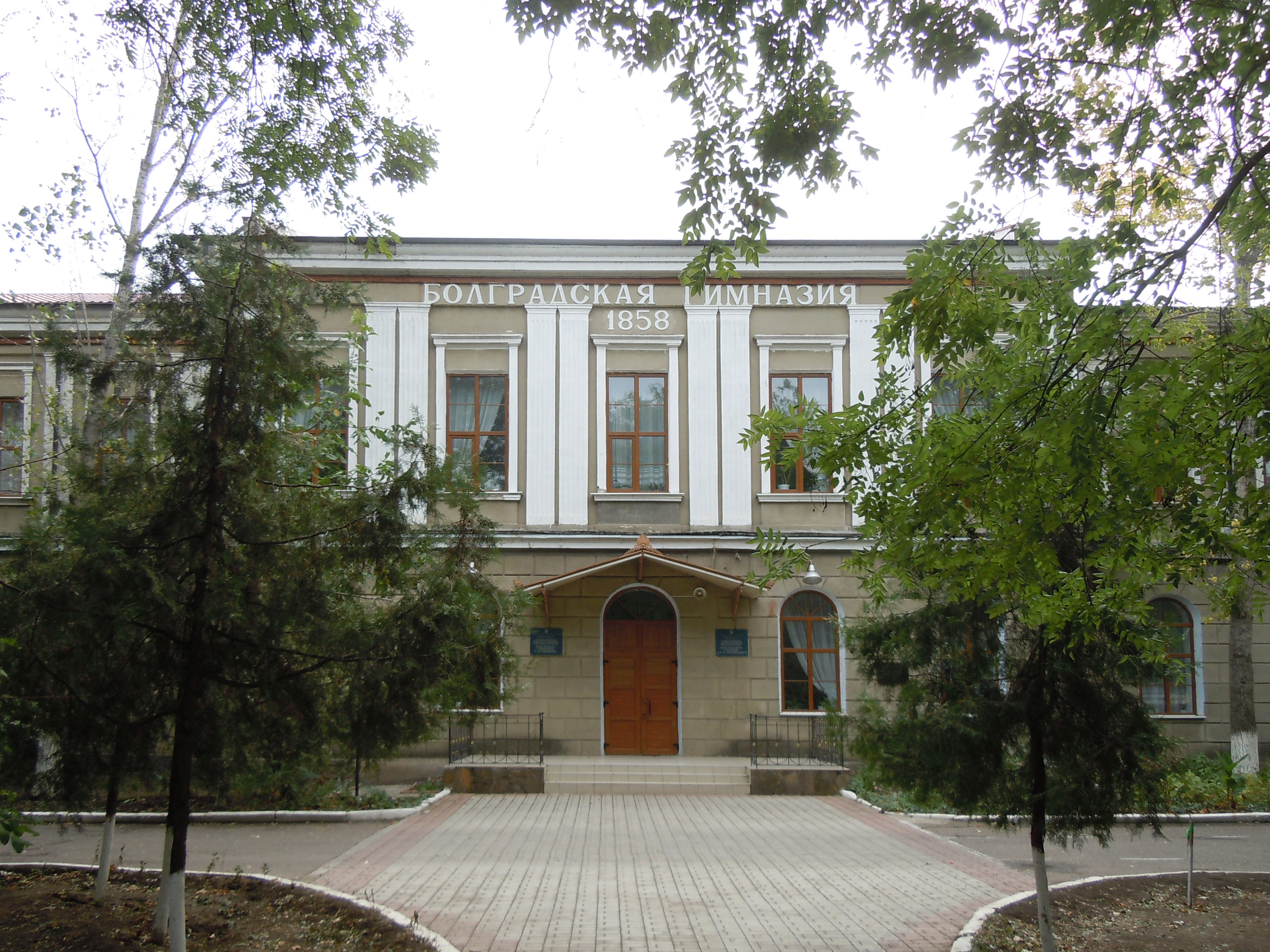
Escuela búlgara de Bolgrado
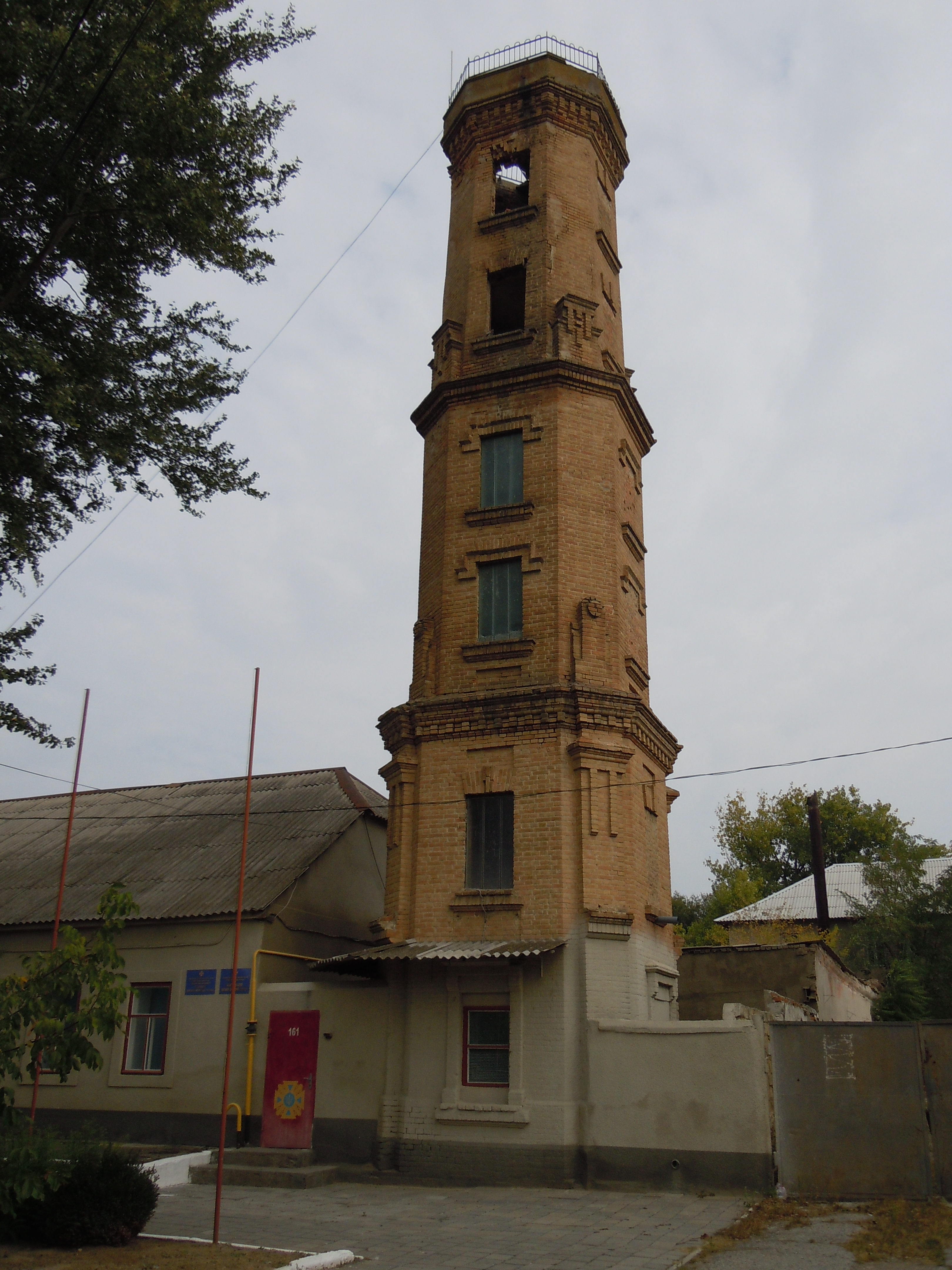
Torre de incendios de Bolgrado

## Ciudades hermanadas
Bolgrado está hermanada con las siguientes ciudades:
- Kaspichan, Bulgaria.[12]
- Comrat, Gagauzia, Moldavia.[12]